# Lista turystycznych jaskiń Polski
Obecnie w Polsce istnieje 28 jaskiń, które są przystosowane dla ruchu turystycznego (posiadają odpowiednią infrastrukturę lub prowadzi przez nie szlak turystyczny), zgodnie z przewodnikiem po podziemnych trasach turystycznych, autorstwa J. Roszkiewicza (2011). Większość z nich znajduje się w Tatrach (6) i na Wyżynie Krakowsko-Częstochowskiej (6); pozostałe w Sudetach (3), Górach Świętokrzyskich (2) i po jednej w Beskidach i na Pomorzu Gdańskim.

## Turystyczne jaskinie Polski

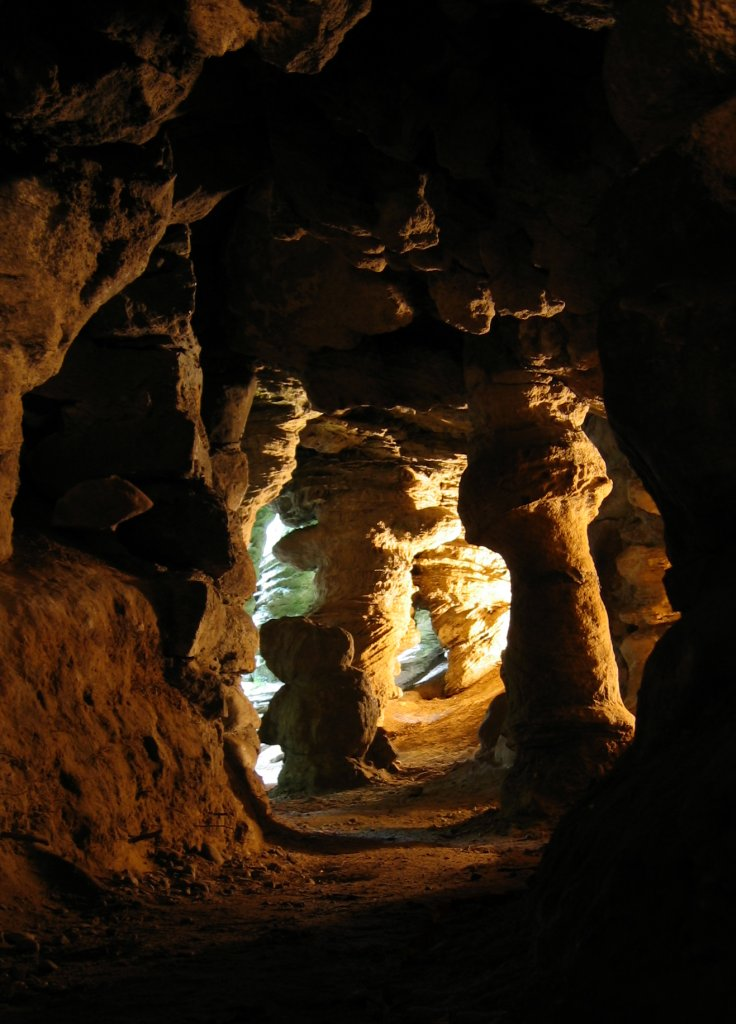
Groty Mechowskie

1. Dziura (Dolina ku Dziurze – Tatry)
2. Dziurawy Kamień (Karkonosze)
3. Groty Mechowskie (Pomorze Gdańskie)
4. Jaskinia Ciemna (Ojcowski Park Narodowy)
5. Jaskinia Głęboka (Góra Zborów)
6. Jaskinia Łokietka (Ojcowski Park Narodowy)
7. Jaskinia Malinowska (Beskid Śląski)
8. Jaskinia Mroźna (Dolina Kościeliska – Tatry)
9. Jaskinia Mylna (Dolina Kościeliska – Tatry)
10. Jaskinia Niedźwiedzia w Kletnie (Masyw Śnieżnika)
11. Jaskinia Nietoperzowa (Dolina Będkowska)
12. Jaskinia Obłazkowa (Dolina Kościeliska – Tatry)
13. Jaskinia Radochowska (Góry Złote)
14. Jaskinia Raptawicka (Dolina Kościeliska – Tatry)
15. Jaskinia Wierzchowska Górna (Dolina Kluczwody)
16. Podziemna Trasa Turystyczna w Kielcach - jaskinie: Odkrywców, Prochownia, Szczelina na Kadzielni (Góry Świętokrzyskie)
17. Raj (Góry Świętokrzyskie)
18. Smocza Jama (Kraków)
19. Smocza Jama (Wąwóz Kraków – Tatry)